# Džambolat Tedejev
Džambolat Tedejev (Dzambolat Tedety) (osetsky Тедеты Сосланы фырт Дзамболат) nebo (rusky Джамболат Тедеев), (* 23. srpen 1968 Cchinvali Sovětský svaz) je bývalý sovětský a ruský zápasník volnostylař osetské národnosti, který v letech 1993 až 1996 reprezentoval Ukrajinu. Zápasit začal v 11 letech v rodném Cchinvali. V 15 letech si ho do Moskvy stáhnul tehdy v Moskvě začínající trenér Anatoli Margievi. Po rozpadu Sovětského svazu využil nabídky trenéra ukrajinské reprezentace Ruslana Savlochova a od roku 1993 reprezentoval Ukrajinu. Připravoval se v Kyjevě v armádním klubu CSKA. V roce 1996 startoval na olympijských hrách v Atlantě. V semifinále prohrál s Íráncem Rasúlem Chádemem a obsadil 5. místo.
Po skončení sportovního kariéry se věnoval trenérské práci. V letech 2001 až 2012 byl hlavním trenérem ruské volnostylařské reprezentace. Svých trenérských pozic se nakonec vzdal kvůli politické kariéře. V roce 2011 totiž neúspěšně kandidoval do jihoosetských prezidentských voleb.,